# NGC 5326
NGC 5326 (другие обозначения — UGC 8764, MCG 7-28-82, ZWG 218.61, ZWG 219.6, PGC 49157) — галактика в созвездии Гончие Псы.
Этот объект входит в число перечисленных в оригинальной редакции «Нового общего каталога».